# Israel Corredor
Pour les articles homonymes, voir Corredor.
Corredor  Fonseca est un nom espagnol. Le premier nom de famille, en général paternel, est Corredor ; le second, en général maternel, souvent omis, est Fonseca.
Israel « Pinocho » Corredor Fonseca, né à Paipa (département de Boyacá) le 25 juillet 1959, est un coureur cycliste colombien des années 1980 et 1990, professionnel de 1985 à 1992.

## Repères biographiques
Son appendice nasal lui vaut son surnom de Pinocho (Pinocchio).
Il participe au Tour d'Espagne 1987 que son coéquipier Luis Herrera remporte. Contrôlé positif à la méténolone en début d'épreuve, il reçoit la contre-expertise positive au soir de la douzième étape. Il est relégué à la dernière place du classement de l'étape (où il fut contrôlé), sanctionné de dix minutes au classement général, de mille francs suisses et d'un mois de suspension. Le lendemain, il ne prend pas le départ de la treizième étape.
Ses neveux, les frères Niño (Libardo, Miguel et Víctor) sont aussi coureurs cyclistes professionnels.

## Équipes
- Amateur :
  - 1984 :  Colombie - Piles Varta
- Professionnelles[4] :
  - 1985 :  Piles Varta - Café de Colombia - Mavic
  - 1986 :  Postobón Manzana - RCN
  - 1987 :  Piles Varta - Café de Colombia
  - 1988 :  Café de Colombia
  - 1989 :  Café de Colombia - Mavic
  - 1990 : ??
  - 1991 :  Gaseosas Glacial
  - 1992 :  Gaseosas Glacial

## Palmarès
- Tour de Colombie
  - 2 fois sur le podium (3e en 1982 et en 1986)[5].
  - 4 victoires d'étape en 1981 et en 1982[6].
- Clásico RCN
  - 1 fois sur le podium (2e en 1986)[7].
  - 2 victoires d'étape en 1985 et en 1986[8].
- Championnats de Colombie sur route
  -  Médaillé d'argent en 1986.

## Résultats sur lesgrands tours

### Tour de France
3 participations.
- 1984 : 78e du classement général.
- 1986 : 106e du classement général.
- 1988 : 49e du classement général.

### Tour d'Espagne
2 participations.
- 1987 : Non partant au matin de la 13e étape.
- 1989 : 108e du classement général.

### Tour d'Italie
Aucune participation.

## Résultats sur les championnats

### Championnats du monde amateurs
1 participation.
- 1985 : 23e au classement final[10].